# 本質安全設計
本質安全設計是指機械設計時透過人因工程学的考量，在设计阶段采取措施来消除设备潛在危險的設計方式。也就是利用设计等方式使機械設備本身具有安全性，即使在误操作或设备发生故障的情况下也不会发生事故。
例如沖床工作時，若滑塊下滑時，作業員的手仍在沖模內，就可能造成危險，若沖床的啟動有二個按鈕，需二隻手都按才能啟動，避免在沖床啟動時作業員的手因在沖模內而受傷的情形，這就是一種本質安全設計的例子。
一般機械會設計成多層保護的機制，利用本質安全設計，再加上安全防護的裝置，可以提昇系統的安全。